# Lycoming O-360

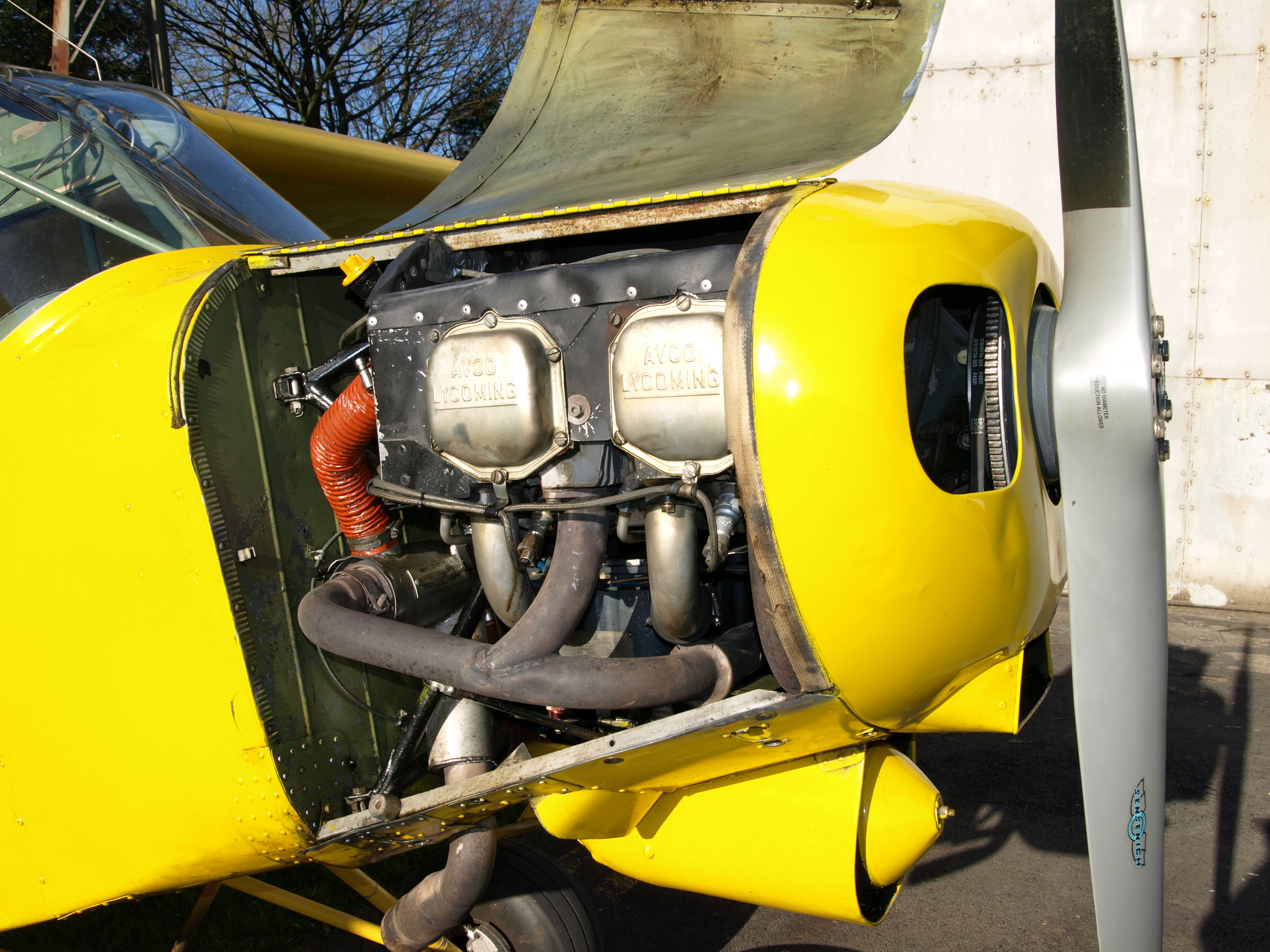
Un motor Lycoming O-360 d'un Piper PA 18

Lycoming O-360 és la denominació d'una família de motors d'aviació de 4 cilindres d'acció directe i refrigerats per aire molt utilitzats en diversos models d'avioneta. Els diversos models d'O-360 produeixen entre 145 i 225 cavalls de potència (109 a 168 kW).

## Aplicacions
Exemples d'avionetes en els quals s'utilitza:
- Cessna 172
- Diamond DA40
- Piper PA-18 Super Cub